# Schachtbrunnen (Quedlinburg)

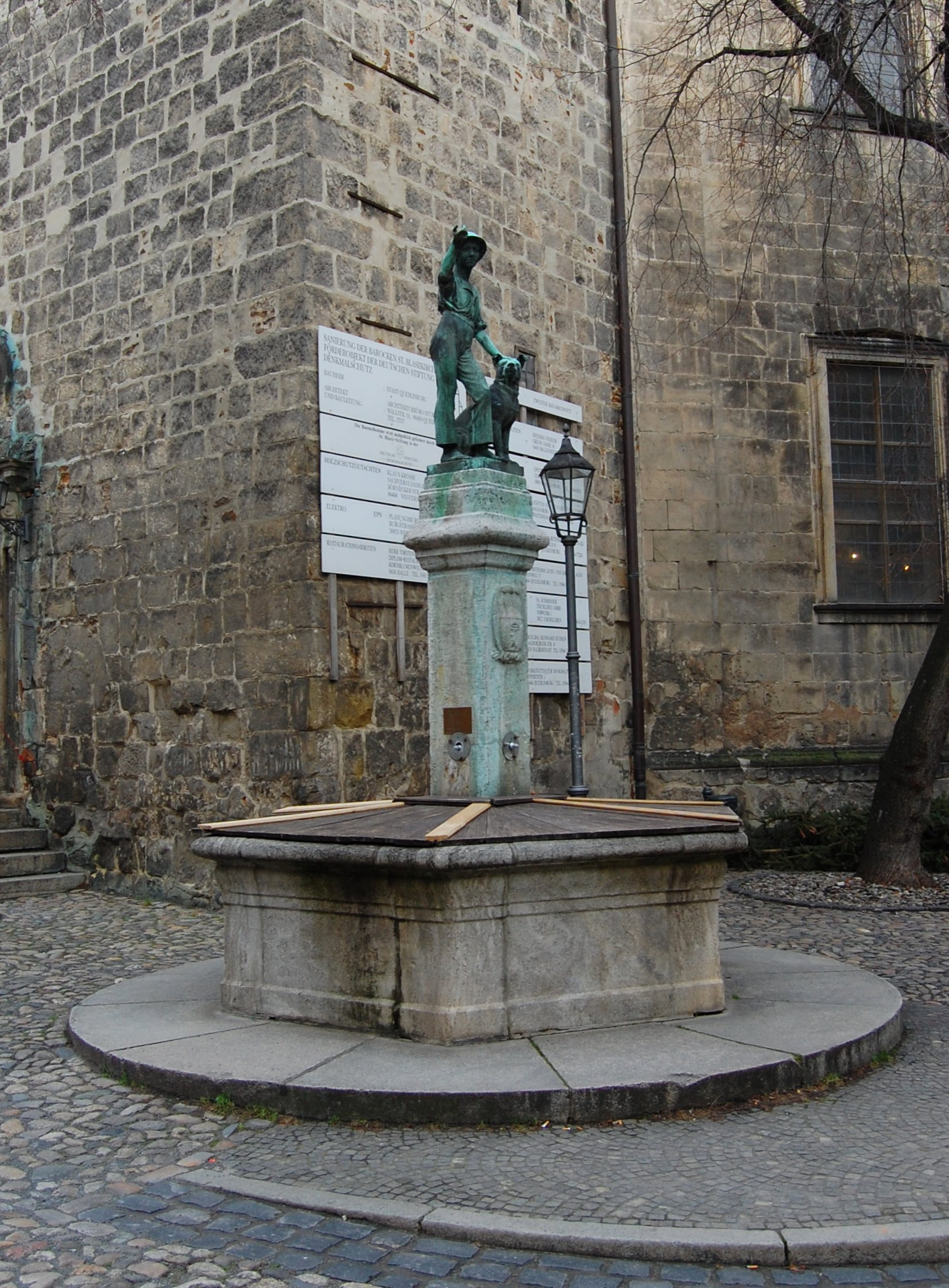
Schachtbrunnen, Januar 2012

Der Schachtbrunnen ist ein nach dem Kaufmann Friedrich Schacht benannter denkmalgeschützter Brunnen in der Stadt Quedlinburg in Sachsen-Anhalt.
Der Brunnen befindet sich in der Blasiistraße westlich des Marktplatzes der Stadt, unmittelbar vor der südwestlichen Ecke der Sankt-Blasii-Kirche.

## Geschichte
Die Aufstellung des Brunnens geht auf eine 1911 erfolgte Stiftung des Kaufmanns Friedrich Schacht zurück, woher sich auch der Name des Brunnens ableitet. Anlass der Stiftung war das Ausscheiden Schachts aus der Stadtverordnetenversammlung. Schacht selbst verstarb 1913 und erlebte die im gleichen Jahr erfolgte Fertigstellung des von ihm gestifteten Brunnens nicht mehr.

## Gestaltung
Der Brunnen wurde vom Berliner Bildhauer Franz Blazek im Jugendstil gestaltet. Auf einem Granitsockel befindet sich ein sechseckiges, aus hellgrauem Kalkstein gefertigtes Becken von etwa einem Meter Höhe. In der Mitte erhebt sich eine viereckige, profilierte, ebenfalls aus Kalkstein bestehende Stele. An jeder Seite der Stele ist ein aus Bronze geschmiedeter kunstvoller Wasserspeier eingefügt, von denen aus sich Wasser in das Brunnenbecken ergießt. Auf der Stele steht eine aus einem Knaben mit Hund bestehende Figurengruppe. Bei dem Knaben handelt es sich um einen Hirtenjungen, der Hund ist das Quedlinburger Wappentier. Die Darstellung bezieht sich auf eine lokale Sage.
Auf der Vorderseite der Säule ist das Quedlinburger Wappen angebracht, auf der Rückseite befindet sich das Familienwappen des Stifters, ein Segelschiff mit geblähten Segeln. Über dem Wappen befindet sich die Inschrift Seiner Vaterstadt Friedrich Schacht 1913.